# Maucourt-sur-Orne
Maucourt-sur-Orne è un comune francese di 56 abitanti situato nel dipartimento della Mosa nella regione del Grand Est.

## Società

### Evoluzione demografica
Abitanti censiti